# Odinita
La odinita es un mineral de la clase de los filosilicatos, y dentro de esta pertenece al llamado “grupo de la serpentina”. Fue descubierta en 1988 en las Islas de Los, en Guinea, siendo nombrada así en honor de Gilles S. Odin, mineralogista francés. Un sinónimo es su clave: IMA1988-015.

## Características químicas
Químicamente es un alumino-filosilicato, con capas alternas de caolinita, compuesto de anillos de 4 u 8 tetraedros, con cationes de hierro, magnesio y aluminio. Estructura molecular similar a la de los demás minerales del grupo de la serpentina.
La estructura molecular mezcla politipos de los sistemas cristalinos monoclínico y hexagonal.
Además de los elementos de su fórmula, suele llevar como impurezas: manganeso y titanio.

## Formación y yacimientos
Es un mineral raro que se forma en aguas marinas, un componente minoritario de relleno o reemplazo de arcillas verdes con bioclastos, pellets fecales, restos de minerales en lagunas intermareales someras en las latitudes tropicales.
Probablemente sólo esté presente en rocas de menos edad que el período Cuaternario, siendo susceptible de alterarse a la intemperie convirtiéndose en clorita.
Suele encontrarse asociado a otros minerales como: cuarzo, calcita, caolinita, smectita, illita o clorita.